# دیمیتری اوتکین
دیمیتری والریویچ اوتکین  (زاده ۱۱ ژوئن ۱۹۷۰ – درگذشته ۲۳ اوت ۲۰۲۳) یک افسر ارتش روسیه بود. او به عنوان افسر نیروهای ویژه در اداره اصلی اطلاعات روسیه خدمت کرد و با درجه سرهنگ دومی بازنشسته شد. گفته می‌شود که او یکی از بنیان‌گذاران و فرمانده نظامی گروه واگنر با بودجه دولتی روسیه بوده‌است. شناسه تماس نظامی او واگنر بود. اوتکین یک نئونازی بود. او به ندرت در انظار عمومی ظاهر می‌شد، گفته می‌شود وی فرمانده یک شرکت نظامی خصوصی بود، در حالی که یوگنی پریگوژین مالک و چهره عمومی آن بود. اوتکین چهار نشان شجاعت روسیه را دریافت کرد.
اوتکین در ۲۳ اوت ۲۰۲۳ در اثر سقوط هواپیما به همراه پریگوژین و هشت نفر دیگر در استان تور کشته شد. هیچ‌کسی از این سقوط جان سالم به در نبرد.

## سنین جوانی و تحصیلات
دیمیتری والریویچ اوتکین در ۱۱ ژوئن ۱۹۷۰ در آسبست، روستایی در استان سوردلوفسک، روسیه، اتحاد جماهیر شوروی به دنیا آمد. مادرش که یک مهندس عمران بود، زمانی که اوتکین خیلی جوان بود از پدر اوتکین طلاق گرفت.
اوتکین و مادرش در اوایل کودکی به روستای اسمولینه واقع در استان کیرووهراد اوکراین شوروی نقل مکان کردند، جایی که او در آنجا بزرگ شد. همکلاسی‌هایش او را بسیار اهل مطالعه، اما متکبر توصیف کردند. او در اسمولینه صاحب دو فرزند شد.
پس از فارغ‌التحصیلی از دبیرستان در اسمولینه، اوتکین به لنینگراد (سن پترزبورگ کنونی) نقل مکان کرد و در آنجا وارد مدرسه فرماندهی عالی سلاح‌های ترکیبی اس. ام. کیروف شد و بعداً به نیروهای ویژه اداره اصلی اطلاعات پیوست.
در دهه ۱۹۹۰ با النا شربینینا ازدواج کرد که از او صاحب سه فرزند شد. آنها در اوایل دهه ۲۰۰۰ طلاق گرفتند. در سال ۲۰۱۵، شربینینا در یک برنامه تلویزیونی گفت که همسرش مفقود شده‌است.

## دیدگاه‌های سیاسی و نژادی
بر اساس گزارش چند رسانه خبری، اوتکین از تحسین کنندگان آلمان نازی بود و چندین خالکوبی نازی از جمله نشان شوتزاِشتافل (SS) روی بدنش داشت. اوتکین همچنین بنا به گزارش‌ها نام مستعار واگنر را برای خود برگزید که برگرفته از نام آهنگساز آلمانی ریچارد واگنر که آثار وی مورد تحسین آدولف هیتلر قرار گرفت و توسط نازی‌ها تصاحب شد، است. ظاهراً او با گفتن «هایل» به زیردستانش سلام می‌کرده، کلاه گشتی (field cap) ورماخت را در اطراف زمین‌های تمرین واگنر بر سر می‌گذاشته و گاهی اوقات زیر نام خود را با نشان صاعقه اس‌اس امضا می‌کرده‌است.
به گفته اعضای گروه واگنر اوتکین یک رودنوور بود که به مذهب بومی اسلاو اعتقاد داشت.

## حرفه نظامی

### روسیه و سپاه اسلاوونیک
گفته می‌شود شد که اوتکین در جنگ‌های اول و دوم چچن شرکت داشته‌است.
اوتکین تا سال ۲۰۱۳ به عنوان فرمانده واحد نظامی هدف ویژه ۷۰۰ از تیپ ۲ اسپتسناز اداره اصلی اطلاعات (GRU) مستقر در پچوری، استان پسکوف، خدمت کرد.
پس از بازنشستگی از ارتش، در سال ۲۰۱۳ اوتکین شروع به کار برای گروه امنیتی موران کرد. شرکت موران یک شرکت خصوصی بود که توسط کهنه سربازان ارتش روسیه تأسیس شده بود که ماموریت‌های امنیتی و آموزشی را در سراسر جهان انجام می‌داد این شرکت همچنین در زمینه تأمین امنیت در برابر دزدی دریایی تخصص داشت. در همان سال، مدیران ارشد گروه امنیتی موران در راه اندازی سپاه اسلاوونیک مستقر در هنگ کنگ مشارکت داشتند. سپاه اسلاوونیک اقدام به پخش آگهی‌هایی برای استخدام مزدور جهت «حفاظت از میادین نفتی و خطوط لوله» سوریه کرد. اوتکین به عنوان عضوی از سپاه اسلاوونیک به سوریه فرستاده شد و توانست از مأموریت فاجعه بار این گروه در سوریه جان سالم به در برد.
اوتکین در اکتبر ۲۰۱۳ به مسکو بازگشت. سرویس امنیت فدرال روسیه در نوامبر ۲۰۱۳ برخی از اعضای سپاه اسلاوونیک را به دلیل مزدوری که در قانون روسیه غیرقانونی است دستگیر کرد.

### گروه واگنر
تقریباً بلافاصله پس از بازگشت به روسیه، اوتکین شرکت امنیتی خود را ایجاد کرد. نام این گروه [گروه واگنر] اشاره ای به شناسه تماس اوتکین (شناسه تماس وی واگنر بود) که در آن زمان از آن استفاده می‌کرد بود، که خود این نام نیز اشاره ای به نام آهنگساز آلمانی ریچارد واگنر بود. اوتکین و گروه واگنر و همچنین چند تن از کهنه سربازان سپاه اسلاوونیک در فوریه ۲۰۱۴ در کریمه و سپس در دونباس دیده شدند، جایی که در طول جنگ روسیه و اوکراین برای جدایی طلبان طرفدار روسیه می‌جنگیدند. سایت خبری Gazeta.ru گزارش داد که اوتکین و افرادش ممکن است در قتل چندین فرمانده میدانی جمهوری خودخوانده خلق لوهانسک دست داشته باشند. روزنامه ترکیه‌ای ینی شفق در گزارشی احتمال داد که اوتکین رئیس تشریفاتی شرکت باشد، در حالی که ممکن است رئیس واقعی واگنر شخص دیگری باشد.
اوتکین در مراسم جشن روز قهرمانان سرزمین پدری در ۹ دسامبر ۲۰۱۶ در کرملین دیده شد. او به عنوان برنده چهار نشان شجاعت در این جشن شرکت کرد و با رئیس‌جمهور روسیه، ولادیمیر پوتین عکس گرفت. دیمیتری پسکوف، دبیر مطبوعاتی رئیس‌جمهور روسیه، اعتراف کرد که اوتکین در میان دعوت شدگان به مراسم بوده‌است، اما در مورد ارتباط اوتکین با شرکت‌های خصوصی نظامی هیچ اظهار نظری نکرد. ظاهراً این آخرین حضور اوتکین در انظار عمومی بود.
آربی‌کی گزارش داد که اوتکین و افرادش پس از اتمام دوره آموزشی در منطقه کراسنودار، در سال ۲۰۱۵ به سوریه بازگشتند. بلافاصله پس از شروع حملات هوایی روسیه در سوریه، گزارش‌هایی مبنی بر کشته شدن مزدوران روسی در حال نبرد روی زمین منتشر شد. چندین تصویر در رسانه‌های اجتماعی پخش شد که ظاهراً مردان مسلح روس کشته شده در نبرد پالمیرا (مارس ۲۰۱۶) را نشان می‌داد. اسکای نیوز گزارش داد که حدود ۵۰۰ تا ۶۰۰ نفر که بیشتر آنها مزدوران گروه واگنر بودند در سال ۲۰۱۶ در سوریه کشته شدند. در ژوئن ۲۰۱۷، اوتکین دستور داد که یک سرباز فراری سوری در مقابل دوربین تا سرحد مرگ شکنجه و سپس به قتل برسد.
گروه واگنر نقش مهمی در تهاجم روسیه به اوکراین داشت. در این زمان، گزارش شد که اوتکین فرمانده نظامی پشت صحنه واگنر بود و مسئول نظارت بر عملیات نظامی آنان بود، در حالی که پریگوژین مالک، سرمایه‌دار و چهره عمومی واگنر بود. این گروه ستون فقرات نیروهای روسی در نبرد باخموت بودند. پریگوژین آشکارا از وزارت دفاع روسیه به دلیل مدیریت غلط جنگ روسیه علیه اوکراین انتقاد کرد. در ۲۳ ژوئن ۲۰۲۳، پریگوژین پس از متهم کردن وزارت دفاع به گلوله‌باران سربازان واگنر، گروه واگنر را در یک شورش رهبری کرد. واحدهای واگنر شهر روستوف-نا-دونو روسیه را تصرف کردند، در حالی که یک کاروان واگنر به سمت مسکو حرکت می‌کردند. نقش اوتکین در شورش واگنر نامعلوم است، اگرچه گزارش‌هایی وجود داشت که او در تانکی بود که کاروان واگنر را به سمت مسکو هدایت می‌کرد. شورش، روز بعد با حصول توافق متوقف شد. مطابق این توافق اگر شورشیان واگنر تصمیم بگیرند با وزارت دفاع قرارداد ببندند یا به بلاروس بروند تحت پیگرد قانونی قرار نخواهند گرفت.

## تحریم‌ها
در ژوئن ۲۰۱۷، ایالات متحده تحریم‌هایی را علیه اوتکین به عنوان رئیس گروه واگنر اعمال کرد. در نوامبر ۲۰۱۷، آربی‌کی از انتصاب اوتکین به عنوان مدیر عامل شرکت مدیریت و مشاوره کنکورد خبر داد. شرکت کنکورد مدیریت رستوران‌های متعلق به یوگنی پریگوژین سرمایه‌گذار گروه واگنر بر عهده دارد. بلینگ‌کت در گزارشی مدعی شد که این انتصاب ساختگی بوده و با جعل هویت افراد دیگری صورت گرفته‌است.
در دسامبر ۲۰۲۱، شورای اتحادیه اروپا تحریم‌هایی را علیه اوتکین و سایر افراد مرتبط با گروه واگنر اعمال کرد. اوتکین متهم است که مسئول نقض جدی حقوق بشر توسط این گروه است که شامل شکنجه، اعدام و کشتارهای فراقانونی و خودسرانه است.
همچنین اوتکین توسط دولت‌های نیوزیلند و بریتانیا در رابطه با حمله روسیه به اوکراین تحریم شد.

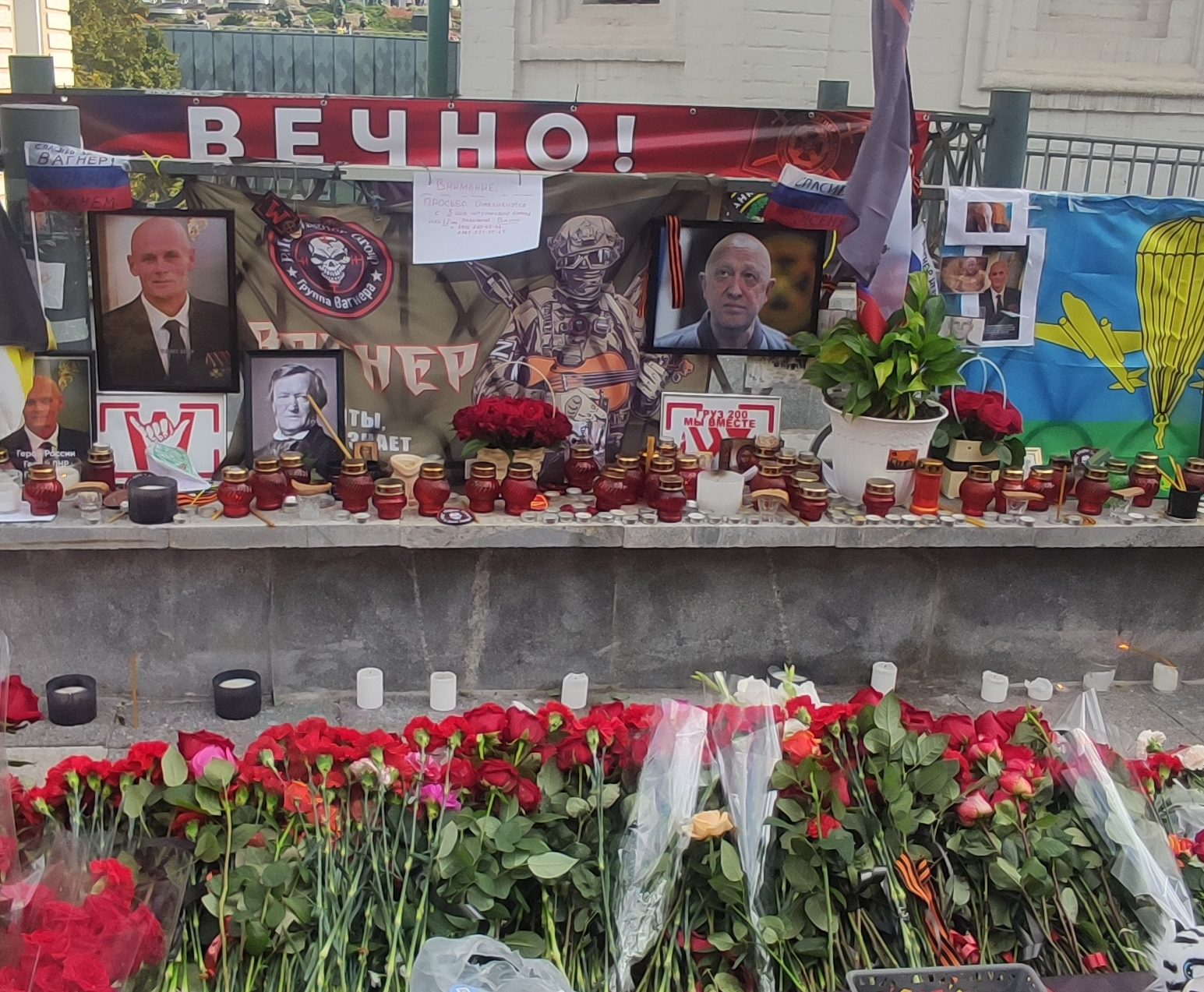
یادبود موقت اوتکین و یوگنی پریگوژین در مسکو

## مرگ
اوتکین و ۹ نفر دیگر از جمله رهبر گروه واگنر یوگنی پریگوژین در یک سانحه هوایی در ۲۳ اوت ۲۰۲۳ کشته شدند. اوتکین در ۳۱ اوت در گورستان یادبود نظامی فدرال در استان مسکو به خاک سپرده شد.

## یادبودها
در آوریل ۲۰۲۴، یک یادمان که دیمیتری اوتکین و یوگنی پریگوژین را به تصویر می‌کشد، در خارج از کلیسای کوچک گروه واگنر در شهر گوریاچی کلیوچ، استان کراسنودار رونمایی شد. این مکان همچنین شامل بزرگ‌ترین قبرستان مزدوران واگنر است. شهرداری اعلام کرد که این یادمان در املاک خصوصی ساخته شده و نیازی به تأیید از سوی آنها نداشته است.
در دسامبر ۲۰۲۴، یک مجسمه از اوتکین و پریگوژین در جمهوری آفریقای مرکزی رونمایی شد. این مجسمه اوتکین را نشان می‌دهد که یک تفنگ AK-47 در دست دارد، در حالی که پریگوژین جلیقه ضد گلوله پوشیده و یک واکی تاکی در دست دارد.

## یادداشت
1. ↑  روسی: Дмитрий Валерьевич Уткин